# Moyoapan Chico
Moyoapan Chico är en ort i Mexiko.   Den ligger i kommunen Coscomatepec och delstaten Veracruz, i den sydöstra delen av landet, 220 km öster om huvudstaden Mexico City. Moyoapan Chico ligger 1 782 meter över havet och antalet invånare är 443.
Terrängen runt Moyoapan Chico är huvudsakligen kuperad, men åt sydost är den bergig. Terrängen runt Moyoapan Chico sluttar österut. Runt Moyoapan Chico är det tätbefolkat, med 331 invånare per kvadratkilometer. Närmaste större samhälle är Huatusco de Chicuellar, 15,9 km nordost om Moyoapan Chico. Omgivningarna runt Moyoapan Chico är en mosaik av jordbruksmark och naturlig växtlighet.